# HD 88133 b
HD 88133 b est une planète extrasolaire en orbite autour de l'étoile HD 88133. Elle est probablement moins massive que Jupiter et même Saturne. Elle tourne autour de l'étoile dans une orbite très serrée, opérant une révolution tous les trois jours et demi environ. Malgré le rayon relativement grand de l'étoile (environ 2 fois celui du Soleil), aucun transit astronomique n'a été mis en évidence,.